# Сигуа, Тенгиз Ипполитович
Тенгиз Ипполитович Сигуа (груз. თენგიზ სიგუა; 9 ноября 1934 — 21 января 2020) — грузинский политический и государственный деятель, глава правительства Грузии 1990—1991 и 1992—1993 годах.

## Биография
Тенгиз Сигуа родился 9 ноября 1934 года в селе Лентехи на западе Грузии в семье служащего. В 1957 году он окончил Грузинский политехнический институт по специальности инженер-металлург. В августе того же года Сигуа стал инженером Руставского металлургического завода, с 1962 года работал старшим научным сотрудником, заведующим лабораторией и заместителем директора института в Институте металлургии Академии наук Грузинской ССР, а в 1989 году назначен директором института. Член КПСС с 1982 года до перестройки (1987)[уточнить].
Сигуа был Председателем Совета министров в правительстве Звиада Гамсахурдия с 15 ноября 1990 по 17 августа 1991 года. 2 января 1992 года после свержения Гамсахурдия руководители переворота Джаба Иоселиани и Тенгиз Китовани сформировали Военный совет и Сигуа был назначен временно и. о. премьер-министра, сохранив эту должность и после передачи власти от Военного совета к Государственному совету Грузии под руководством Эдуарда Шеварднадзе. 
Тенгиз Сигуа был вновь утверждён в должности премьер-министра новым Парламентом 8 ноября 1992 года. Ушёл в отставку 6 августа 1993 года после того, как Парламент отклонил бюджет, представленный правительством.
В августе 2011 года в интервью новостному агентству РИА НОВОСТИ заявил, что войну против Южной Осетии в августе 2008 года начала Грузия: «Войну 2008 года начали мы. Мы начали обстреливать Цхинвали, и это дало право после гибели российских миротворцев активно вмешаться российским войскам».
Умер у себя дома в Тбилиси 21 января 2020 года.